# Iambiodes
Iambiodes är ett släkte av fjärilar. Iambiodes ingår i familjen nattflyn.
Kladogram enligt Catalogue of Life:
| Iambiodes | \| \| Iambiodes anormalis \| \| \| \| \| \| Iambiodes incerta \| \| \| \| \| \| Iambiodes nyctostola \| \| \| \| \| \| Iambiodes postpallida \| \| \| \| |
|           | \| \| Iambiodes anormalis \| \| \| \| \| \| Iambiodes incerta \| \| \| \| \| \| Iambiodes nyctostola \| \| \| \| \| \| Iambiodes postpallida \| \| \| \| |
|           | Iambiodes anormalis |
|           | |
|           | Iambiodes incerta |
|           | |
|           | Iambiodes nyctostola |
|           | |
|           | Iambiodes postpallida |
|           | |